# NGC 1192
NGC 1192 је елиптична галаксија у сазвежђу Еридан која се налази на NGC листи објеката дубоког неба.
Деклинација објекта је - 15° 40' 44" а ректасцензија 3h 3m 34,6s. Привидна величина (магнитуда) објекта NGC 1192 износи 14,8 а фотографска магнитуда 15,8. NGC 1192 је још познат и под ознакама MCG -3-8-65, HCG 22E, NPM1G -15.0165, PGC 11519.